# Alta Valle del Torrente Rio
Alta Valle del Torrente Rio este o arie protejată (arie specială de conservare — SAC, sit de importanță comunitară — SCI) din Italia întinsă pe o suprafață de 293 ha, integral pe uscat.

## Localizare
Centrul sitului Alta Valle del Torrente Rio este situat la coordonatele 41°37′53″N 13°03′00″E / 41.631389°N 13.05°E.

## Înființare
Situl Alta Valle del Torrente Rio a fost declarat sit de importanță comunitară în iunie 1995 pentru a proteja 4 specii de animale. Situl a fost protejat și ca arie specială de conservare în decembrie 2016.

## Biodiversitate
Situată în ecoregiunea mediteraneană, aria protejată conține 2 habitate naturale: Pajiști uscate seminaturale și facies de acoperire cu tufișuri pe substraturi calcaroase (Festuco-Brometalia) (* situri importante pentru orhidee), Păduri de Quercus ilex și Quercus rotundifolia.
La baza desemnării sitului se află mai multe specii protejate:
- amfibieni (3): Bombina pachypus, Salamandrina terdigitata, Triturus carnifex
- reptile (1): țestoasa de baltă (Emys orbicularis)